# Batajsk

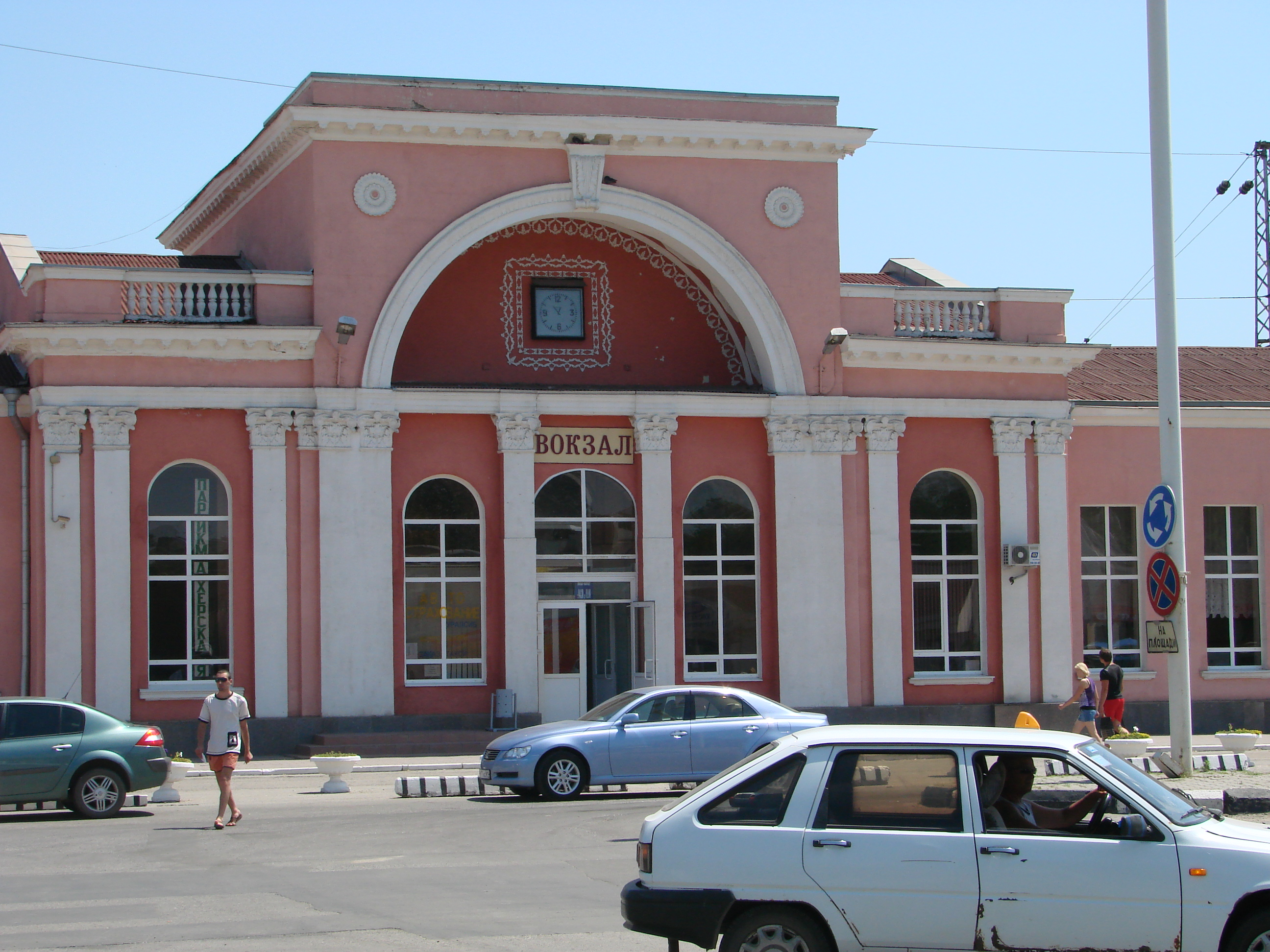
station

Batajsk (Russisch: Бата́йск) is een stad in de Russische oblast Rostov, slechts enkele kilometers ten zuiden van Rostov aan de Don. Het inwonertal bedroeg in 2002 107.438.
De stad werd in 1769 als steunpunt voor de belangrijke haven van Azov aan de monding van de Don gesticht. In juli 1942 vonden hier hevige gevechten plaats tussen het Rode Leger en het Duitse, dat bij Rostov een bruggenhoofd over de Don had aangelegd. Van hieruit stootten ze door richting de Kaukasus. Na de nederlaag bij Stalingrad moesten ze de stad echter weer ontruimen.

## Geboren in Batajsk
- Tatjana Lysenko, atlete

Bestuurlijk centrum: Rostov aan de Don

Aksai · Azov · Batajsk · Belaja Kalitva · Donetsk · Goekovo · Kamensk-Sjachtinski · Novotsjerkassk · Novosjachtinsk · Konstantinovsk · Krasni Soelin · Millerovo · Morozovsk · Proletarsk · Salsk · Semikarakorsk · Sjachty · Taganrog · Tsimljansk · Volgodonsk · Zernograd · Zverevo